# Gâteau à l'ananas
Ne pas confondre avec le gâteau renversé à l'ananas.
Le gâteau à l'ananas (chinois traditionnel : 鳳梨酥 ; pinyin : fènglí sū ; litt. « sablé à l'ananas ») est une pâtisserie traditionnelle taïwanaise sous forme d'un petit gâteau individuel fourré à l'ananas.

## Description
Le gâteau à l'ananas est une des pâtisseries les plus populaires à Taïwan,.
Il est constitué d'une croûte à base de farine, d'huile et de beurre, fourrée avec une préparation sous forme de pâte à base d'ananas frais ; la courge d'hiver est parfois l'un des ingrédients composant la pâte, l'utilisation de cette dernière intervenant afin de couper l'acidité et la texture rugueuse de l'ananas. Il se présente généralement sous la forme d'un pavé d'environ 4 cm de long.
Son nom en langue hokkien (王梨酥, pe̍h-ōe-jī : ông-lâi-so), via celui de l'ananas (王梨), a une sonorité proche de la phrase : « La prospérité est arrivée. »

## Histoire
Le gâteau à l'ananas est l'une des rares pâtisseries traditionnelles taïwanaises ayant leur origine dans l'île de Taïwan plutôt qu'en Chine continentale. Son origine géographique reste incertaine, revendiquée par la région de Taichung dans le centre de Taïwan, ou encore celles de Taipei et Keelung dans le nord de l'île. Sa création est probablement liée à la chute des exportations de l'ananas taïwanais en conserve dans les années 1980 face à la concurrence des marchés d'Asie du Sud-Est, entraînant des surplus locaux de cette denrée et une réorientation des ventes avec la commercialisation plus prononcée en tant que fruit frais sur le marché national ; l'ananas était alors l'une des plus importantes sources de revenus agricoles au XXe siècle,.
Il se popularise vers 2006, avec l'instauration du Festival annuel du gâteau à l'ananas organisé par les instances municipales de Taipei, promouvant le produit auprès des touristes en tant que souvenir alimentaire à ramener d'un séjour sur l'île,,. L'ouverture du territoire taïwanais au tourisme depuis le continent en 2008 est, elle aussi, avancée comme l'un des facteurs de la popularisation du produit. En conséquence de la croissance du marché de la pâtisserie, l'industrie agricole locale de l'ananas a été stimulée,.